# 祁連山南路駅
祁連山南路駅（きれんざんなんろえき）は上海市普陀区に位置する上海地下鉄13号線の駅である。

## 駅構造
島式ホーム1面2線の地下駅。
| 地表 | 出口       | -                 |
| B1   | 駅庁       |                   |
| B1   | 駅庁       | 改札階            |
| B2   | 1番線      | 13号線豊荘方面←   |
| B2   | 島式ホーム |                   |
| B2   | 2番線      | 13号線真北路方面→ |

## 歴史
- 2009年 - 駅建設開始。
- 2012年 - 建設終了。
- 2013年6月15日 - 開業。

## 隣の駅
■上海地下鉄13号線
豊荘駅  - 祁連山南路駅 - 真北路駅